# Muziekberg
Muziekberg är en kulle i Belgien.   Den ligger i provinsen Östflandern och regionen Flandern, i den västra delen av landet, 50 km väster om huvudstaden Bryssel. Toppen på Muziekberg är 41 meter över havet.
Terrängen runt Muziekberg är platt. Runt Muziekberg är det tätbefolkat, med 308 invånare per kvadratkilometer.. Närmaste större samhälle är Ronse, 2,4 km väster om Muziekberg. 
Omgivningarna runt Muziekberg är en mosaik av jordbruksmark och naturlig växtlighet.